# Movimento dei principi liberi
Il movimento dei principi liberi (in arabo: حركة الأمراء الأحرار) è stato un movimento politico saudita di stampo liberale. I suoi membri erano chiamati giovani del Najd, principi liberi e principi liberali.

## Istituzione
Il movimento dei principi liberi venne fondato dal principe Talal bin Abd al-Aziz Al Sa'ud a causa delle tensioni tra il principe ereditario Faysal e re Sa'ud. Era fortemente idealizzato intorno alla figura iconica di Gamal Abd el-Nasser e al suo nazionalismo panarabo. Chiedeva riforme politiche e una costituzione.
Ricevette il sostegno della relativamente liberale (e, al momento, relativamente piccola) classe media saudita, ma in genere non godette di una grande base di appoggio all'interno della popolazione più ampia. Il movimento era sostenuto da alcuni fratelli di Talal: Nawwaf, Fawwaz e Badr. Un altro fratellastro, il principe Abd al-Muhsin, sostenne oralmente il movimento e suggerì una monarchia costituzionale. Il movimento era sostenuto anche da alcuni giovani principi dai rami cadetti della famiglia Al Sa'ud. Un altro alleato significativo fu il ministro del petrolio Abd Allah Tariki. Il principe ereditario Faysal esiliò molti dei suoi membri in Libano e poi li perdonò all'inizio del suo regno.

## Opposizione interna
Il principe Talal nel 1958 suggerì la creazione di un consiglio nazionale. Il gruppo in seguito elaborò una propria bozza di Costituzione. Questa bozza collocava più potere nelle mani del gabinetto di governo rimuovendo la maggior parte dell'autorità del re e prevedeva la creazione di un comitato consultivo in parte eletto. La maggior parte dei membri della famiglia reale era fortemente contraria al movimento e sia re Sa'ud che il principe ereditario Faysal rigettarono le proposte. Re Sa'ud definì il movimento "cripto-comunista".
Nel maggio del 1960 il principe Talal auspicò al giornale egiziano Al Gomhuria ("La Repubblica") una graduale tendenza verso un'"assemblea costituente, una costituzione, una corte suprema e una commissione suprema di pianificazione". Disse però che "il problema è come realizzare questo esperimento".
Nel dicembre del 1960 alcuni sostenitori di Talal formarono una coalizione con re Sa'ud per minare la crescente influenza di Faysal. Il sovrano promosse Talal ministro delle finanze e dell'economia nazionale. In seguito avvenne un colpo di scena: il movimento cominciò a sostenere Faysal che aveva promesso di realizzare molte delle riforme auspicate dal movimento se fosse riuscito a conquistare il trono.
Alla fine del 1961, re Sa'ud cominciò a perdere molti sostenitori all'interno della famiglia. Ironia della sorte, divenne sempre più dipendente dai pochi nazionalisti nasseriani del suo gabinetto. Sa'ud riuscì temporaneamente a conciliarsi con Faysal alla condizione di rimuovere i membri del movimento dal gabinetto, Talal fu quindi esiliato in Libano. Dopo aver vissuto a Beirut, si trasferì al Cairo.
Alla fine del 1962 al Cairo i principi formarono il Fronte di liberazione nazionale araba.

## Collegamenti con l'Egitto e la rivoluzione nello Yemen
Il nome del movimento derivava da quello degli Ufficiali Liberi, un gruppo guidato da Nasser che rovesciò la monarchia egiziana.
Talal applaudì a Nasser dopo il successo nel lancio sperimentale di missili a lungo raggio in Egitto. Dopo che Nasser invocò il rovesciamento degli Al Sa'ud dall'Arabia Saudita affermando che "per liberare tutta Gerusalemme, i popoli arabi devono prima liberare Riad", Talal si recò al Cairo per incontrare il leader egiziano. Anche i sostenitori di Talal - i principi Fawwaz, Badr e un cugino, Sa'd bin Fahd - si autoesiliarono al Cairo.
La rivoluzione nello Yemen, un'evoluzione della guerra fredda tra Arabia Saudita ed Egitto, portò a un aumento della potenza dei principi liberi. Essi non chiedevano il rovesciamento completo della monarchia saudita, ma semplicemente importanti riforme democratiche. Nel settembre del 1962 le stazioni radio egiziane, siriane e yemenite incoraggiato apertamente i sauditi a ribellarsi contro la loro "corrotta" e "reazionaria" monarchia e di sostituirla con gli appartenenti al movimento dei principi liberi.

## Allontanamento da Nasser
Ben presto però Radio Yemen, un'emittente controllata dagli egiziani, invocò l'assassinio di tutti gli Al Sa'ud, compresi i principi liberi. Questo fu uno dei motivi per cui il gruppo si allontanò da Nasser.
Nell'agosto del 1963 Talal dichiarò di essersi "del tutto sbagliato" in passato ed elogiò le prime riforme di re Faysal. Entro l'inizio del 1964 i principi ritornarono in patria e il movimento si estinse.